# Meho Kodro
Meho Kodro, né le 12 janvier 1967 à Mostar, est un footballeur yougoslave puis bosnien, reconverti entraîneur.
Il évoluait au poste d'avant-centre. Il est brièvement le sélectionneur de l'équipe de Bosnie-Herzégovine en 2008, avant d’entraîner le FK Sarajevo et le Servette FC.

## Biographie

### Carrière en club
Formé au Velez Mostar, en Yougoslavie, où il joue de 1985 à 1991, Meho Kodro réalise la suite de sa carrière en Espagne. Il joue ainsi pendant quatre ans à la Real Sociedad, puis une saison au FC Barcelone, ensuite au CD Tenerife pendant trois ans, et enfin au Deportivo Alavés lors de la saison 1999-2000.
Il est l'un des meilleurs buteurs du championnat d'Espagne avec 105 buts en 263 matchs. Il réalise ses meilleures performances avec la Real Sociedad, où il inscrit 23 buts en 1993-1994 puis 25 buts en 1994-1995. Le 5 mars 1995, il inscrit un quadruplé face au CD Tenerife.
Il joue les demi-finales de la Coupe de l'UEFA en 1996 avec le FC Barcelone, puis en 1997 avec le CD Tenerife.
Il termine sa carrière de joueur en 2000-2001 avec le Maccabi Tel Aviv, en Israël.

### Carrière en équipe nationale
Il est sélectionné en équipe de Yougoslavie en 1991 et 1992 (deux sélections) et en équipe de Bosnie-Herzégovine entre 1996 et 2000 (13 sélections et 3 buts).
Il joue son premier match avec la Yougoslavie le 4 septembre 1991, en amical contre la Suède (défaite 4-3 à Solna). Il joue son premier match avec la Bosnie le 24 avril 1996, en amical contre l'Albanie (score : 0-0 à Zenica).
Il participe avec la Bosnie aux éliminatoires du mondial 1998 (six matchs) puis aux éliminatoires de l'Euro 2000 (quatre matchs). Il marque trois buts avec la Bosnie, contre la Slovénie en novembre 1996, la Hongrie en mars 1999, et enfin la Lituanie en juin 1999. A sept reprises, il est capitaine de la sélection bosnienne.

### Carrière d'entraîneur
Après sa carrière de joueur, il devient entraîneur. En 2008, il entraîne brièvement l'équipe de Bosnie-Herzégovine. 
Puis, de 2010 à 2013, il est chargé de l'équipe réserve de la Real Sociedad.
Il dirige ensuite les joueurs du FK Sarajevo lors de la saison 2014-2015, puis ceux du Servette FC, en deuxième division suisse, de 2016 à 2018.
Le 3 août 2023, il redevient sélectionneur de l'Équipe de Bosnie-Herzégovine.

## Palmarès

### Joueur
- Vainqueur de la Coupe de Yougoslavie en 1986 avec le Velež Mostar
- Finaliste de la Coupe de Yougoslavie en 1989 avec le Velež Mostar
- Finaliste de la Coupe d'Espagne en 1996 avec le FC Barcelone
- Vainqueur de la Coupe d'Israël en 2001 avec le Maccabi Tel-Aviv

### Entraîneur
- Champion de Bosnie-Herzégovine en 2015 avec le FK Sarajevo